# General Grievous
General Grievous je izmišljeni lik iz serijala Ratovi zvijezda kojemu je u filmovima glas posudio Matthew Wood. Uz Dookua, Sidiousa i Vadera, Grievous je glavni antagonist u Osveti Sitha. Prema specijalnim dodatcima DVD izdanja Osvete Sitha, George Lucas je svom timu rekao da stvore antagonista koji će najavljivati Anakinovu transformaciju u Darth Vadera. Tako je nastao Grievous, kiborg koji jako teško diše i koji je manipulacijom prešao na zlu stranu, isto kao i Anakin.

## Ratovi klonova(serija iz 2003.)
Grievous svoj prvi kronološki nastup ima u 20. epizodi animirane serije Ratovi klonova. U seriji mu je glas posudio John DiMaggio. U toj epizodi Grievous samostalno napada i eliminira 7 Jedija time pokazujući zavidne vještine u borbi svjetlosnim mačevima. Započinje s brzim osvajanjem svih planeta Vanjskog pojasa tjerajući strah u samo srce Republike. Nakon toga pokreće napad na Unutarnji pojas osvajajući planetu po planetu. Grievous gaji veliku mržnju prema Jedijima i voli skupljati njihove svjetlosne mačeve kao trofeje nakon što ih ubije.
Kao što je prikazano u posljednjoj epizodu Ratova klonova, Grievous predvodi Separatiste u napad na Coruscant kako bi zaposlio Jedije dok on otme kancelara Palpatinea, koji je zapravo Darth Sidious, vođa Separatista, no Grievous to ne zna. Grievous prati Palpatinea sve do njegovog privatnog bunkera. Nakon ulaska u bunker, Grievous ubije kancelarove Jedi čuvare, a njihovu voditeljicu Shaak Ti onesposobi, te otme kancelara. No, Yoda i Mace Windu ubrzo shvate kako je napad na grad distrakcija i krenu pomoći kancelaru, no prekasno. Grievous već bježi sa svojim plijenom, no Windu iskoristi Silu kako bi mu zdrobio prsne ploče zbog čega je u Osveti Sitha portretiran pognut i s teškim kašljem.

## Ratovi klonova(film i serija iz 2008.)
Grievous se u animiranom filmu pojavljuje samo na početku kada ga vidimo kako stoji uz grofa Dookua. Kasnije ga još jednom spomene Mace Windu u svojstvu Separatističkog vođe koji širi svoj utjecaj kroz cijelu galaksiju. No, u istoimenoj animiranoj seriji iz 2008. Grievous imao puno veću ulogu. Prvi put ga vidimo na njegovom novom brodu nazvanom Malevolence (hrv. Zluradnik), kojeg kasnije sruše Anakin i njegova učenica Ahsoka Tano. Ubrzo nakon toga Grievous planira napad na planet Kamino kako bi uništio središte republičke vojske klonova, no napad nije uspio pa se Grievous morao povući i obustaviti napad na taj planet. U jednoj je epizodi pokušao kupiti R2-D2-a, no i taj su mu plan poremetili Anakin i Ahsoka. Njegov posljednji nastup u prvoj sezoni ga prikazuje kako se bori s dva Jedija, Kitom Fistomm i Nahdarom Vebbomom u svom brlogu. U drugoj sezoni uspijeva zarobiti jedi učitelja Eetha Kota, kojeg kasnije uspješno spašavaju jediji Anakin Skywalker, Obi-Wan Kenobi i Adi Gallia. U trećoj sezoni ponovno napada Kamino, no napad mu niti ovaj put ne uspijeva. U ostatku serije nema veću ulogu, a često se pojaljuje uz grofa Dookua. Pozadinska priča animirane serije govori kako je Grievous želio postati Jedi, no nedostajala mu je sposobnost kontrole Sile, zbog čega je odbijen. Tada se zakleo da će se jednog dana osvetiti Jedijima. 

## Osveta Sitha
Grievousova prva misija bila je već u Napadu klonova, no nitko nije preživio da bi o tome više znali. Uvodna nam špica Osvete Sitha otkriva kako su on i Dooku oteli kancelara i kako ga drže zatočenog na Grievousovom brodu. Obi-Wan Kenobi odlazi sa svojim učenikom Anakinom Skywalkerom kako bi oslobodio kancelara. Nakon što uspiju ubiti Dooka i osloboditi kancelara, u pokušaju bijega ih uhiti Grievousovoa vojska droida i odvodi ih pred njega. Tada prvi put vidimo Grievousa - velikog bijelog kiborga, pogrbljenog s teškim disanjem koji ispod svog plašta ima nekoliko svjetlosnih mačeva koje je dobio u borbi i koje redovito koristi. Iako im je uzeo svjetlosne mačeve, Anakin silom otme Grievousu jedan i oslobodi sebe i Obi-Wana. Grievous tada naredi svojim čuvarima s elektriziranim štapovima da ih eliminiraju dok on odlazi. No, Obi-Wan se riješi svog protivnika i zaustavi Grievousa u pokušaju bijega. Tada Grievous uzima jedan od tih štapova i razbija prozor, tako završavajući u svemiru. Uskoro se razbijeni prozori zatvore pomoću sigurnosnog sustava, no Grievous iskoristi svoje kiborško tijelo i uhvati se za eksterijer broda. Ubrzo se ušulja unutra i odlazi do kapsula za bijeg, te bježi s broda koji se polako obrušava na Coruscant. 
Grievous tada bježi u kapsuli na prvi bojni brod Konfederacije gdje svojoj vojsci da je naredbu za povlačenje. Tada odlazi na planet Utapau gdje je Konfederacija već preuzela kontrolu i zarobila stanovnike. Tu se trenutno nalazi Vijeće separatista. Kako je Dooku mrtav, ubijen od strane Skywalkera, Grievous preuzima poziciju Vrhovnog zapovjednika droidskih vojska. Ubrzo mu Sidious naređuje, pošto je Konfederacija u jako lošoj situaciji, da Separatiste prebaci na udaljeni vulkanski planet Mustafar, što ovaj i radi. 
No, uskoro na Utapau stiže Obi-Wan s misijom da ubije Grievousa. Nakon što se neko vrijeme sakrivao, nadajući se da će možda stići vojska klonova, Obi-Wan konfrontira Grievous kad vidi da ovaj želi napustiti planet. Kada ga Grievous uoči, a vojska droida okruži spremna ga ubiti, dolaze klonovi koji napadaju droide, a Grievous se bori s Obi-Wanom. Grievous kao kiborg s četiri ruke u kojima drži mačeve ima znatniju prednost, no Obi-Wan mu uspijeva otkinuti dvije ruke na mjestu zglobova i tako Grievous ostaje sa samo dva mača. Kako sada Obi-Wan dobiva prednost, Grievous se povlači u svoje četveronožno vozilo i bježi, no Obi-Wan pronalazi jednog četveronožnog reptila koji jako brzo trči i počinje ga pratiti. Kako je teren grub, Obi-Wanu ispadne svjetlosni mač, kojeg će mu kasnije, samo nekoliko trenutaka prije naredbe 66, vratiti klonovi. No, ipak uspije sustići Grievousa i skočiti na njegovo vozilo koje tada izgubi kontrolu i sruši se, odbacivši Grievousa i Obi-Wana na Grievousovo tajno slijetalište gdje se nalazi njegov brod. Grievous tada pokuša upucati Obi-Wana s puškom koju je imao, no Obi-Wan mu je izbije. Njih se dvoje tada počnu boriti bez oružja jer je Grievous već prije izbio elektrizirani štap iz Obi-Wanovih ruku. Grievous je ovdje bolji i nakon što je nekoliko puta udario Obi-Wana, ovaj mu uspije rastvoriti prsne ploče time otkrivši njegove unutarnje organe. Ovaj ga tada ponovo udari i uspije gurnuti do ruba platofrme, dok je već prije uzeo elektrizirani štap kako bi ga ubio. Obi-Wan se neko vrijeme brani i onda zaključi kako je jedini način da ga ubije uništavanje njegovih unutarnjih organa. Tada Silom uspije dovući Grievousu pušku koja je bila na platformi i puca u Grievousovo srce koje se tada zapali. Grievous tada umire zapaljen, a Obi-Wan odlazi s planeta. 

## Vanjske poveznice
- General Grievous u internetskoj bazi filmova IMDb-u